# فرکسرن
فرکسرن (به آلمانی: Fraxern) یک منطقهٔ مسکونی در اتریش است که در ناحیه فلدکیرش واقع شده‌است. فرکسرن ۶۸۹ نفر جمعیت دارد.